# اس‌اس کلراس
اس‌اس کلراس (به انگلیسی: SS Culross) یک کشتی بود که طول آن ۴۳۱ فوت ۲ اینچ (۱۳۱٫۴۲ متر) بود. این کشتی در سال ۱۹۴۵ ساخته شد.